# Шамс ад-Даула
Шамс ад-Даула (*'д/н — 1021) — емір Хамадану в 997—1021 роках. Тронне ім'я перекладається як «Сонце держави». Повне ім'я — Шамс ад-Даула Абу Тахір бен Факр ад-Даула.

## Життєпис
Походив з династії Буїдів. Син Факра аль Даули, старшого еміра, та Сайїди Ширін. Про дату народження нічого невідомо. Отримав спочатку ім'я Абу Тахір. У 997 році після смерті батька стає еміром Гамадану під ім'ям Шамс ад-Даула. Втім через його малолітство владу перебрала мати Сайїда.
У 1006 році надав підтримку матері, проти якої повстав інший брат Маджд ад-Даула, емір Рея. Того було переможено й запроторено до фортеці Тарака. Шамс ад-Даула бажав стати новим еміром Рея, проте мати не дозвола. У 1007 році він повернувся до Гамадану. Тут прийняв титул шахіншаха. Втім, у 1010 році під військовим тиском свого родича Бахи ад-Даули, еміра Іраку та Фарса, відмовився від титулу та визнав зверхність останнього. У 1012 році після смерті Бахи ад-Даули відновив самостійність.
Шамс ад-Даула намагався відновити потугу Буїдів в Персії. У 1013 році було захоплено майже усю державу Гасанваїдів в Курдистані. Шамс ад-Даула декілька разів планував втрутитися в боротьбу брата Маджда з бунтівними васалами, щоб захопити Рей. Але цьому перешкодила мати. У 1014—1015 роках приборкував повстання Гасанваїдів.
У 1015 році запросив до себе відомого лікаря та філософа Ібн Сіну, якого зробив візиром. Втім, реформи останнього, спрямовані на зменшення видатків на військо та боротьбу з хабарництвом, викликали невдоволення військовиків і знаті. Емір відхилив вимогу військових стратити Ібн Сіну за вільнодумство, але вирішив змістити його з займаної посади і вислати за межі своїх володінь. Через 40 днів з Шамс ад-Даулою трапився напад хвороби, який змусив його відшукати Ібн Сіну і знову призначити своїм візиром.
У 1020 році придушив повстання тюркських найманців. Протягом 1020—1021 років з перемінним успіхом воював проти династії Каукідів, що утворили самостійну державу зі столицею в Ісфагані. Під час одного з походів Шамс ад-Даула помер. Йому спадкував син Самаа ад-Даула.